# نورت راستیکو
نورت راستیکو (به انگلیسی: North Rustico) یک منطقهٔ مسکونی در کانادا است که در کوینز واقع شده‌است. نورت راستیکو ۲٫۴۶ کیلومتر مربع مساحت و ۵۸۳ نفر جمعیت دارد.